# Дрииниды

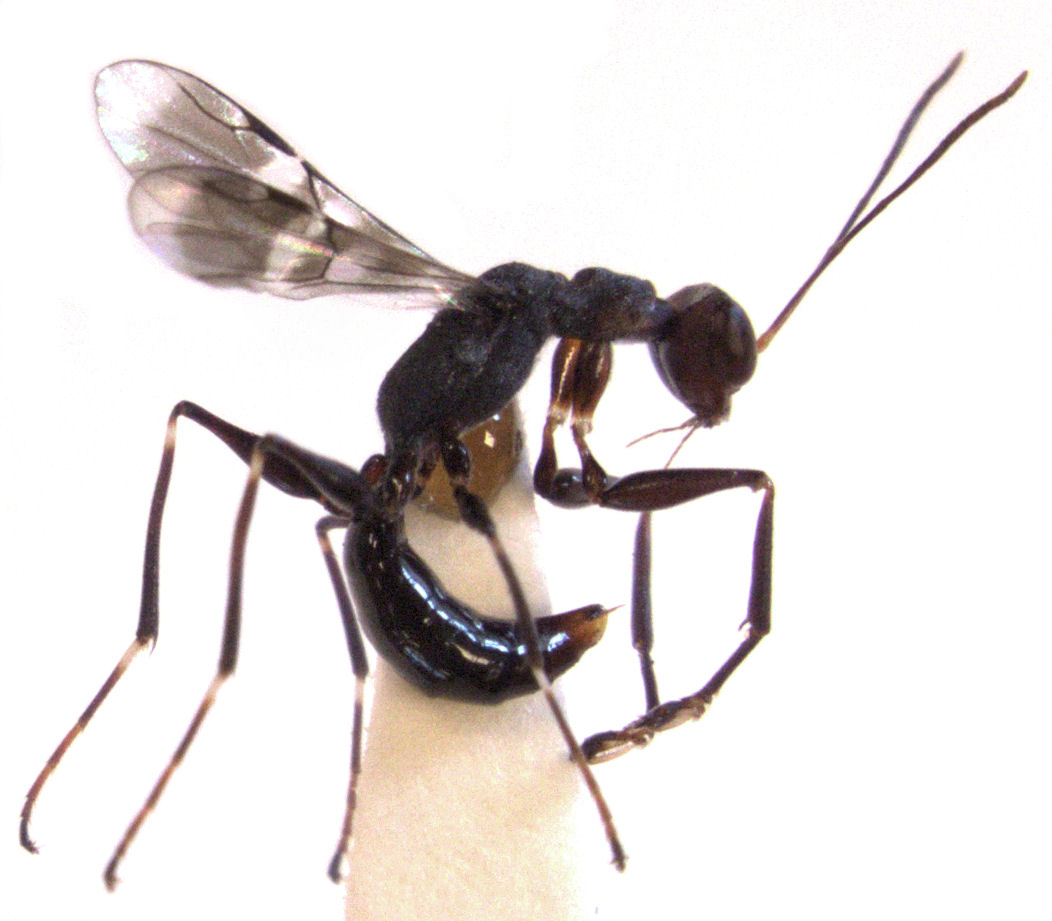
Dryinus koebelei (самка)

Дриини́ды (лат. Dryinidae) — семейство ос из подотряда стебельчатобрюхие насекомые (Chrysidoidea). Известно около 1900 видов. Широко распространённое семейство, представленное во всех зоогеографических регионах, кроме Антарктиды. Встречаются всесветно, но главным образом в тропиках и субтропиках, в широком диапазоне сред обитания (от Патагонии до Северной Европы за полярным кругом), от уровня моря до высот более 3000 м. Ископаемые находки известны из мелового периода, в том числе из бирманского янтаря было описано три десятка вымерших видов.
Осы мелких размеров (2—10 мм), тело стройное, ноги длинные и тонкие. Самки обычно бескрылы и внешне напоминают муравьёв. На передних ногах имеются небольшие сгибающиеся коготки в виде клешней. Паразитоиды и хищники, которые ловят и в качестве хозяев используют различных цикадовых (Cicadellidae, Fulgoroidea, Membracidae). Имаго парализуют жертву, используя жало. Личинки обычно эктопаразитические (за исключением эндопаразитических личинок рода Crovettia и первого эндофагического личиночного возраста Aphelopus), при этом голова личинки частично погружена в целом хозяина, а остальная часть тела выступает между двумя склеритами хозяина. Взрослая личинка питается его гемолимфой и тканями. После гибели жертвы личинка окукливается в шёлковом коконе.

## Описание
Осы мелких размеров (2—10 мм), тело стройное, ноги длинные и тонкие. Самки обычно бескрылы и внешне напоминают муравьёв. На передних ногах имеются небольшие сгибающиеся коготки в виде клешней (напоминающие защёлкивающиеся лапки у богомолов). Подобные клешни отсутствуют только в подсемействах Aphelopinae и Erwiniinae. Клешня состоит из увеличенного коготка и пятого членика передних лапок (протарсомера 5). Усики 10-члениковые, прикреплены около наличника. У Dryinidae обычно две пары крыльев. Передние крылья имеют птеростигму и от одной до четырёх ячеек, полностью закрытых пигментными жилками. Самки обычно бескрылые, микроптерные или брахиптерные, в то время как у некоторых видов встречаются макроптерные. Самцы почти всегда полностью крылатые, редко брахиптерные.

### Гинандроморфизм
Гинантроморфные осы-дрииниды встречаются редко. Документировано лишь несколько особей, относящихся к Anteoninae, Gonatopodinae и Dryininae: Anteon scapulare в Палеарктическом регионе; Deinodryinus rusticus и D. steineri в Афротропическом регионе; и Gonatopus cavazzutii, G. desantisi и Dryinus sp. в Неотропическом регионе. Все описанные гинандроморфы демонстрировали случайную (арлекиновую) конфигурацию.

## Биология
Паразитоиды, которые в качестве хозяев используют различных цикадовых (Cicadellidae, Fulgoroidea, Membracidae) и других насекомых из отрядов Homoptera, Lepidoptera и Coleoptera. Самка дрииниды хватает личинку цикадки клешневидными передними ногами (кроме подсемейства Aphelopinae), крепко держит её коготками, парализует жалом. После этого в тело жертвы откладывается одно яйцо, из которого и развивается личинка. Парализация жертвы, как правило, бывает лишь временной.

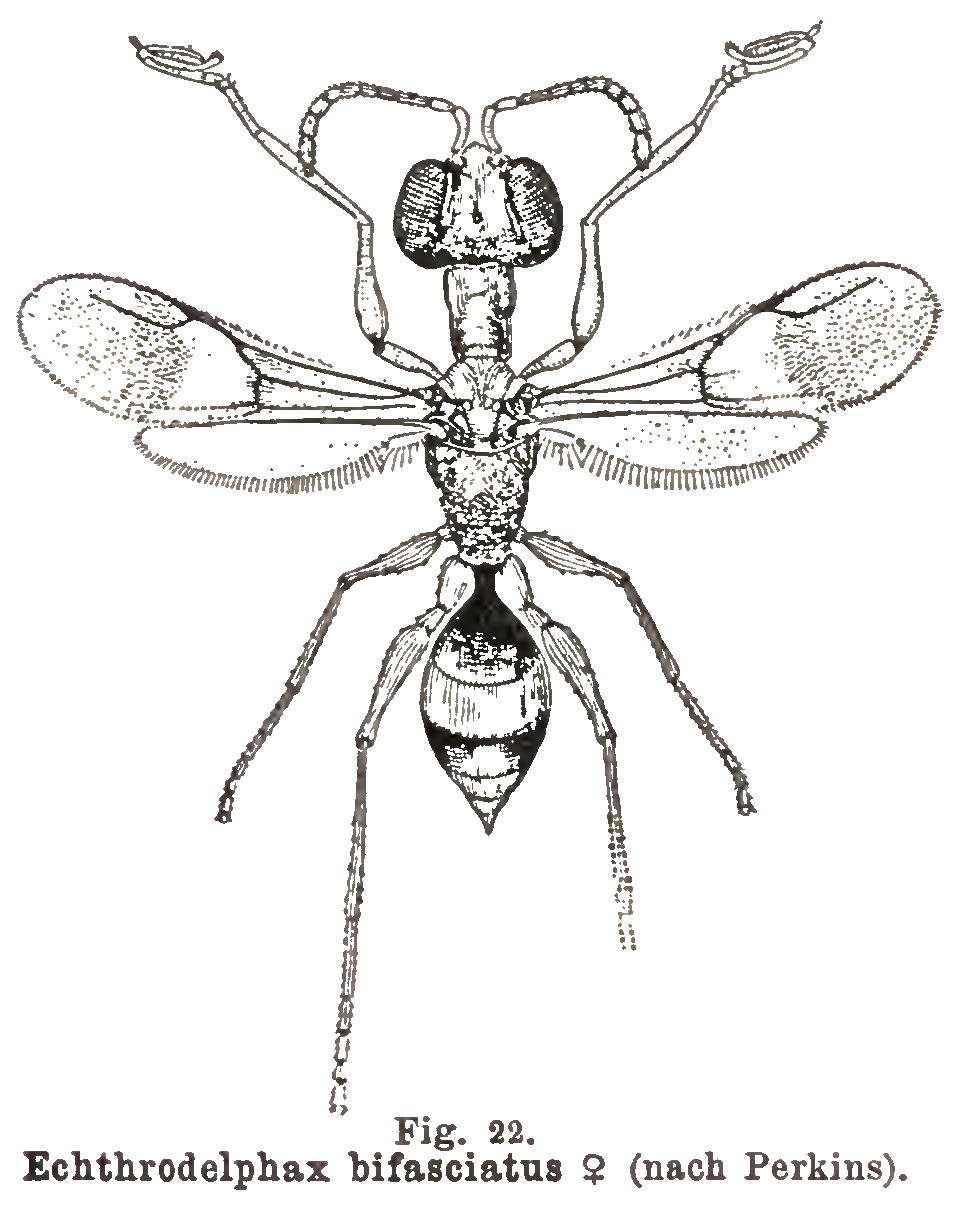
Самка Echthrodelphax bifasciatus
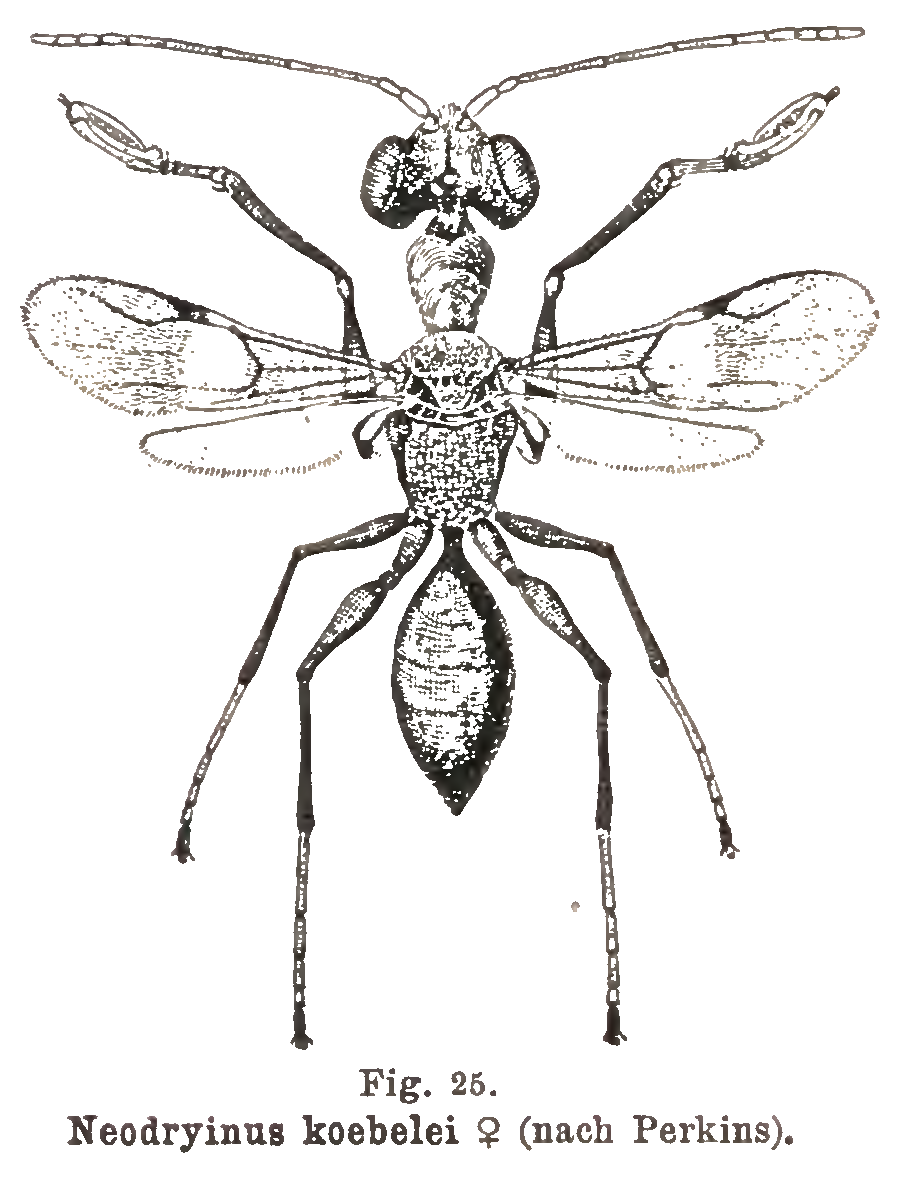
Самка Neodryinus koebelei

Благодаря своей частоте, численности и уникальным морфологическим и биологическим признакам, Dryinidae являются одними из самых важных паразитоидов нимф и имаго Цикадовых полужесткокрылых насекомых (Auchenorrhyncha, Hemiptera). Хозяева (Auchenorrhyncha) могут вызывать серьёзные проблемы в различных сельскохозяйственных культур, и осы-дрииниды являются перспективными агентами для сокращения их популяций. Они широко распространены в агроэкосистемах, причём уровень паразитизма может превышать 20 %. В дополнение к их хорошей работе в качестве паразитоидов, большинство их самок практикуют поедание хозяина, что добавляет ещё один фактор смертности в популяциях их хозяев. Их незрелые личиночные возрасты обычно эктопаразитичны (за исключением эндопаразитических личинок рода Crovettia и первого эндофагического личиночного возраста Aphelopus), при этом голова личинки частично погружена в целом хозяина, а остальная часть тела выступает между двумя склеритами хозяина. Взрослая личинка опустошает тело хозяина, потребляя гемолимфу и ткани. Затем жертва погибает, а личинка окукливается в шёлковом коконе, сплетённом в почве или на растении-хозяине.

### Продолжительность жизни
Продолжительность жизни взрослых особей различна и зависит от вида. Известно мало данных и только по видам, принадлежащим к двум подсемействам (Aphelopinae и Gonatopodinae). Самцы обычно живут несколько дней после спаривания и вскоре после этого умирают. Среди видов Aphelopus (Aphelopinae) самцы живут 4—14 дней, а самки могут достигать 16 дней продолжительности жизни. У Gonatopodinae средняя продолжительность жизни самцов составляет 2—3 дня или меньше, и это не зависит от того, получали они медовую добавку или нет, тогда как самки живут более 18 до 44 дней, в зависимости от условий размножения.

### Питание имаго
На продуктивность или приспособленность паразитоидных ос может значительно повлиять поглощение питательных веществ, полученных при питании взрослых особей хозяевами и/или нехозяевами. Кормовое поведение Dryinidae в полевых условиях практически неизвестно. В литературе не отмечено, что они питаются нектаром растений (как из цветков, так и из внецветочных нектарников), хотя этот пищевой ресурс, безусловно, эксплуатируется имаго дридинид. В лабораторных условиях самки питаются растворами сахаров (особенно медвяной росой хозяев), кровью и тканями хозяина (питание хозяином); самцы не питаются или питаются только растворами сахаров, особенно медвяной росой. Для Aphelopinae единственные наблюдения по питанию взрослых особей сделаны Джервисом (1980) и относятся к Aphelopus melaleucus (Dalman) и A. camus Richards. По данным этого автора, взрослые особи этих видов ухаживают и спариваются сразу после появления, не питаясь. Предположительно, они не кормятся вообще.
Самцы всех видов и самки Aphelopinae не питаются хозяевами. Известно на сегодняшний день, что самки дридинид с клешнями практикуют хищничество, питаются хозяевами, захватывая их своими клешнями, и, проделав отверстие своими мандибулами во внутреннем покрове хозяев, они высасывают гемолимфу и потребляют ткани. Питание хозяином — это приобретённое поведение, которое развилось вместе с эволюцией клешней и как способ обеспечения аминокислотами и другими соединениями рациона взрослых особей, которые увеличивают производство яиц и/или продлевают продолжительность жизни (это было доказано экспериментальным путём в результате добавлени я в рацион пыльцы, пчелиного мёда и витамина Е). Это может объяснить, почему данное явление не наблюдалось у Aphelopinae, у которых отсутствуют хелы.
Первая деятельность, которую выполняют самки после появления, — это поедание хозяина. Первый попавшийся хозяин всегда является добычей, а не хоязином паразитоида. Многие виды питаются очень маленькими и молодыми хозяевами, в которых самки не могут провести яйцекладку. Giri и Freytag (1988) в США наблюдали, что самки Gonatopus americae Olmi (упоминаемые как Dicondylus americanus (Perkins)) практикуют 100 % питание на первом пойманном хозяине, 90 % на втором и 60 % на третьем, и все самки откладывают яйца на пойманного четвёртого хозяина.

### Половой каннибализм
Вирла и Эспиноса (2019) впервые описали возникновение полового каннибализма у Dryinidae. Они наблюдали, что молодые и голодные самки Gonatopus chilensis (Olmi) после спаривания иногда ловили самца и пожирали его брюшко, но они отметили, что такое поведение было эпизодическим действием у этого вида. Каннибализм самца может позволить самке избежать голода или произвести большее количество яиц.

### Расселение имаго через хозяев
На ранних стадиях развития личинки дридинид, заражённые ими хозяева не испытывают трудностей с передвижением, прыгая так же свободно, как и здоровые. Тем не менее, мелкие нимфы, особенно поражённые Gonatopodinae, могут демонстрировать боковое перемещение. У видов дриинид с бескрылыми самками, чья способность к расселению кажется сниженной, их расселение зависит в основном от миграций хозяев, когда они переносят яйца или молодых личинок Dryinidae. Мита и др. (2012) задокументировали ежегодные дальние миграции азиатских рисовых дельфацид (Sogatella furcifera и Nilaparvata lugens, Delphacidae) и подтвердили дальнюю через моря пассивную миграцию (в виде яиц и личинок) двух видов Gonatopodinae (Haplogonatopus apicalis и H. oratorius) через их паразитирующих хозяев.

## Размножение и развитие

### Партеногенез и соотношение полов
У дриинид известны в основном самки; самцы редки или неизвестны из-за крайнего полового диморфизма. Например, в Неотропическом регионе более 80 % видов известны только по одному полу; 83 из 123 видов (67,5 %) рода Gonatopus, найденных в этом регионе, известны только по самкам. Представители Dryinidae размножаются в том числе и путём партеногенеза. Есть несколько сообщений о видах, демонстрирующих телитокический партеногенез (девственные самки, которые производят самок), но некоторые из них могут иметь популяции и с двуродительским размножением; примером такого явления является вид Gonatopus chilensis в Аргентине. Как и у других видов Hymenoptera с половым размножением, девственные самки могут также производить только самцов (арренотокический партеногенез). Телитокия у Gonatopus bonaerensis обусловлена присутствием эндосимбионтной бактерии Wolbachia. У заражённых особей, обработанных раствором антибиотика, определялся нормальный арренотокический партеногенез и получение мужского потомства. Бактерии Wolbachia являются распространённым симбионтом насекомых и были обнаружены при заражении других видов Dryinidae.
У видов, демонстрирующих двуполое размножение, соотношение полов варьирует, в том числе и среди различных популяций на определённой территории. Например, у G. desantisi некоторые популяции в Аргентине на 100 % состоят из самок, другие — с преобладанием самок (2,8:1), третьи — 1:1. Известно, что размер материнского тела по-разному влияет на размеры тела и выживаемость (и продолжительность жизни) потомства; более крупные самки производили потомство как мужского, так и женского пола, а более мелкие самки — только мужского. Кроме того, соотношение полов может зависеть от хозяина. Neodryinus typhlocybae паразитируют в основном на третьем, четвёртом и пятом возрастах нимфы хозяина Metcalfa pruinosa. Начиная с третьего возраста, появлялось только мужское потомство; начиная с четвёртого возраста, появлялось как мужское, так и женское потомство, хотя соотношение полов оставалось в пользу мужского пола; а начиная с пятого возраста, появлялось большее количество женского потомства.

### Половое размножение
Анатомия и гистология яичников и репродуктивное созревание были впервые описаны в исследованиях Espinosa и Virla (2018) у одного из видов Dryinidae (G. bonaerensis, Gonatopodinae). Это вид, где только что появившиеся самки могут сразу откладывать яйца (в среднем 3,7 зрелых яиц) без предварительного приёма пищи («овигения»). После питания количество зрелых ооцитов увеличивается в 3,8 раза в течение первых 48 часов жизни. Внешняя морфология яиц описана только у нескольких видов из трёх подсемейств (Aphelopinae, Dryininae и Gonatopodinae). У видов Gonatopodinae яйцо имеет овальную или почковидную форму и может быть светло-жёлтым, тёмно-серым или тёмно-коричневым. На хорионе отсутствует скульптура. Инкубация яиц зависит от вида и факторов окружающей среды, таких как температура. У видов рода Gonatopus инкубация яиц длится от 2 до 5 дней.
Сперматозоиды Dryinidae малоизвестны; единственная публикация на эту тему — работа Quicke et al. (1992), в которой описаны и проиллюстрированы сперматозоиды Lonchodryinus ruficornis (Anteoninae) (названные Prenanteon basalis). Самцы Crovettia theliae выходят из коконов, в которых они перезимовали, с уже завершённым сперматогенезом и достигнутой половой зрелостью.

### Брачное поведение
Брачное поведение дриинид известно лишь для нескольких видов: Aphelopus melaleucus (Aphelopinae), Anteon brachycerum и три вида Gonatopodinae: Gonatopus distinctus Kieffer (как Pseudogonatopus) и G. bicolor (как Dicondylus), и G. chilensis. Процедуры ухаживания у A. melaleucus являются базовыми: самец касается самки сзади своими антеннами, захватывает её первыми двумя парами ног и затем садится на нее. Во время копуляции самец откидывается назад, а самка тянет его по субстрату. Через несколько секунд они расходятся.
У Gonatopodinae копуляция происходит довольно быстро с момента встречи двух полов, обычно в течение получаса. Самец вводит снизу свои гениталии в гениталии самки, опираясь задними и средними лапами на субстрат, хлопая крыльями, а передними лапами упираясь в брюшко самки. Во время копуляции самка остаётся неподвижной или двигает усиками, иногда совершая очищающие движения по ним своими мандибулами. Во время копуляции самки часто перемещаются на несколько сантиметров вместе с самцом. После копуляции самки отдыхают в течение нескольких секунд и очищают себя. В целом, самцы отдыхают больше времени с направленными вперёд усиками. У G. chilensis копуляция длится от 8 до 40 с. Самки иногда повторно спаривались с одним и тем же самцом. Нет информации о системе спаривания у видов дридинид, о том, являются ли они монандричными (спаривание с одним партнёром в момент или вскоре после появления) или полиандричными (многократное спаривание в течение жизни) видами, а также о частоте спаривания, но монандричность считается обычной для Hymenoptera.

### Яйцекладка
Дрииниды для локализации хозяина ориентируются в основном с помощью зрения и вибрационных сигналов. У видов Dryinidae, нападающих на Fulgoromorpha, антенны самок содержат особые и сложные сенсорные структуры, названные «дорсальными органами антенн (ADO)», участвующие в восприятии вибрационных стимулов. Эти сенсорные органы отсутствуют на антеннах самцов. Большинство видов дрионид не способны различать заражённых и незаражённых цикадок, если они предлагаются в качестве хозяев в разных случаях.
У Dryinidae яйцекладка длится от нескольких секунд до 2 минут. Как правило, хозяина преследуют или подкрадываются, после чего самка быстро и точно ловит жертву, захватывая её своими клешневидными передними конечностями. Схватив хозяина, самка жалит его вентрально между головой и грудью, впрыскивая вещество, которое делает хозяина неподвижным. Когда хозяин оцепенеет, самка многократно жалит вентральную область груди и брюшко, после чего ищет яйцекладом подходящий участок тела хозяина для откладки яйца между двумя перекрывающимися склеритами. После яйцекладки самка осторожно кладёт хозяина на растение, неоднократно прикасаясь к нему, чтобы помочь ему восстановиться и вернуться к нормальной жизнедеятельности.

### Преимагинальное развитие и жизненный цикл
Знания о постэмбриональном развитии и морфологии неполовозрелых и зрелых личинок Dryinidae очень скудны. Первые описания строения личинок Dryinidae были опубликованы Миком (1882) и Гиардом (1889). В настоящее время имеющиеся данные касаются лишь нескольких видов, относящихся к 5 (Aphelopinae, Anteoninae, Bocchinae, Dryininae и Gonatopodinae) из 12 современных подсемейств. Dryinidae имеют гиперметаморфическое развитие с четырьмя или пятью личиночными возрастами. Существует два типа личинок (незрелые и зрелые личинки), которые отличаются по форме, физиологии и привычкам питания. Незрелые личинки обычно живут как эктопаразиты ювенильных возрастов или взрослых Auchenorrhyncha с передней частью головы, погружённой в кишечник хозяина, и задней, выступающей из межсегментных мембран тела хозяина (за исключением личинок Crovettia, полностью эндопаразитирующих во всех возрастах, и Aphelopus, эндопаразитирующих только в первом личиночном возрасте). Отброшенные экзувии предыдущих личиночных возрастов покрывают тело личинки, образуя «личиночный мешок», называемый «тилациум», защищающий тело личинки. Форма неполовозрелых личинок варьирует от цилиндрической и удлинённой у Mystrophorus formicaeformis или слегка изогнутой вентрально у Bocchus scobiolae до сильно изогнутых или округлых в Aphelopinae, Anteoninae, Dryininae и Gonatopodinae.
Взрослая личинка Dryinidae является гименоптеровидной. Это эуцефальная личинка с развитыми ротовыми органами, аподиальная, субцилиндрическая, с хорошо развитой головой, 3 грудными и 10 брюшными сегментами. Голова прогнатная, хорошо склеротизированная, обычно с задней частью, частично втянутой под первый грудной сегмент. Антенны очень просты по структуре, редуцированы до двух небольших участков, оба с двумя маленькими коническими сенсиллами медиально. Головная капсула, наличник и лабрум имеют длинные тонкие щетинки и сенсорные ямки в переменном количестве. Взрослая личинка потребляет гемолимфу и внутренние ткани хозяина и убивает его. После этого она некоторое время свободно передвигается, пока не сплетёт шёлковый кокон для окукливания. Хозяин обычно умирает, прикреплённый рострумом к растению-хозяину. Взрослая личинка очень активна и может окуклиться на растении-хозяине или в почве. Aphelopinae, Anteoninae и Bocchinae строят свои коконы в почве, покрывая их частицами почвы, Dryininae и Gonatopodinae — на растениях. Белый кокон состоит из плотного шёлка и плотно прилегающей внутренней подкладки (двойная стенка). Взрослая личинка Gonatopus desantisi тратит 12—60 часов на создание кокона.
Продолжительность жизненного цикла (от яйца до появления взрослой особи) изучалась в основном в лабораторных условиях. У Gonatopus desantisi он колебался от 20,5 до 57,5 дней в зависимости от температуры; у G. bartletti он длится в среднем 46,6 дней, а у G. lunatus — 69-118 дней весной и 24-34 дня летом (Guglielmino & Virla 1998). Кроме того, у некоторых видов, таких как G. bonaerensis, продолжительность жизненного цикла очень похожа на период развития их хозяев. По другим подсемействам данные скудны.

### Генетика
Гаплоидный набор хромосом n = 5.

## Экология

### Сезонная фенология, зимовка и диапауза
Виды, обитающие в умеренном климате, имеют от одного до трёх поколений в год, причём зиму они проводят в коконе в виде зрелой личинки или предкуколки. В тропическом климате, по-видимому, существует множество перекрывающихся поколений без диапаузы; в сухой сезон, однако, активность дриниид значительно снижается. Метаболическая деятельность дринид может претерпевать временные остановки, во время которых насекомое блокирует своё развитие. Стадии развития, вовлечённые в это явление, обычно те, которые происходят внутри кокона (зрелая личинка, предкуколка и куколка). Среди Dryinidae есть виды, у которых наблюдается настоящая диапауза (например, Neodryinus typhlocybae и Aphelopus melaleucus), в то время как другие только проходят через состояние покоя. Диапауза взрослых особей встречается реже. В Пакистане оса Dryinus pyrillae совершает две диапаузы, одну летом, у взрослых особей, и другую зимой, у куколок в коконах; эти две диапаузы совпадают с низкой плотностью особей Pyrilla perpusilla (Lophopidae, Fulgoroidea).
В областях умеренного климата дрииниды дают одно, два или три поколения в год. Например, одни виды Aphelopus в Уэльсе демонстрируют унивольтинизм (например, A. serratus), а другие — бивольтинизм с тенденцией впадать в диапаузу в начале сезона. В Европе Gonatopus clavipes (= G. sepsoides Westwood) является бивольтинным или тривольтинным, а зрелая личинка впадает в спячку в коконе. Поколение личинки совпадает по времени с поколением её хозяев (Cicadellidae). Anteon pubicorne и Lonchodryinus ruficornis (упоминаемый как Prenanteon basalis) являются бивольтинными в Англии, и личинки зимуют в коконах. Некоторые дриниды, например, Aphelopus serratus, зимуют в первом личиночном возрасте. Crovettia theliae зимой находится в стадии куколки.

### Мутуализм и мимикрия у дриинид
Дрииниды используют в качестве жертв хозяев, часто связанных с муравьями. Например, представители семейств цикадок (Cicadellidae) и горбаток (Membracidae) устанавливают мутуалистические отношения с муравьями. Эти взаимодействия широко распространены среди полужесткокрылых насекомых (Hemiptera) и большинство видов, с которыми взаимодействуют муравьи, имеют несколько общих характеристик: нимфы и взрослые особи стайны, они питаются флоэмой растений и производят медвяную росу. В обмен на полученную медвяную росу муравьи защищают посещаемых Hemiptera от хищников и паразитоидов, в томи числе и от ос. Но есть несколько сообщений о дриинидах, нападающих на мирмекофильные виды цикадок и горбаток. Самки осы Anteon myrmecophilum, паразитирующей на цикадках, которых часто обслуживают муравьи, демонстрируют поведение, напоминающее поведение муравьёв, так что этот вид можно считать определённо мирмекофильным.
Самки некоторых дринид в целом похожи на муравьёв, особенно бескрылые самки Gonatopodinae, что позволяет им захватывать хозяев, которые часто образуют мутуалистические ассоциации с муравьями. До сих пор все зарегистрированные случаи нападения Dryinidae на виды Auchenorrhyncha, находящиеся в мутуализме с муравьями, соответствуют Gonatopodinae и Anteoninae. Некоторые виды Gonatopodinae были обнаружены внутри муравьиного гнезда и по цвету и форме идентичны муравьям. По-видимому, дриниды развили мимикрию, чтобы избежать нападения и хищничества муравьёв. На кукурузных плантациях (Аргентина) дельфацида Peregrinus maidis (Delphacidae) демонстрирует мутуализм с муравьями Paratrechina silvestrii и Solenopsis saevissima (Formicidae). В этих сообществах были собраны три вида Gonatopodinae: Gonatopus chilensis, G. bonaerensis и Haplogonatopus hernandezae, которые не только подражают муравьям, но и имитируют их поведение. Кроме того, известно, что личинки дринид переносятся муравьями в гнездо, где они окукливаются

### Реакция хозяина: влияние яда и парализации
Представители подсемейств Anteoninae, Bocchinae, Dryininae и Gonatopodinae перед яйцекладкой производят ужаление жертвы и выделяют временное парализующее вещество. Когда хозяин заражается дриинидами во взрослой стадии, у него обычно не наблюдается никаких значительных изменений. С другой стороны, паразитизм на нимфальной стадии может иметь различные последствия, если метаморфоз хозяина не остановлен самой осой Dryinidae (как у видов Crovettia и Aphelopus) или если метаморфоз остановлен так, что хозяин не достигает взрослой стадии (как у видов Anteoninae, Bocchinae, Dryininae и Gonatopodinae). В подсемействе Aphelopinae, где самка паразитирует только на нимфальных стадиях и не останавливает процесс линьки своих хозяев, у взрослых особей наблюдались фундаментальные морфологические, анатомические и физиологические изменения (депигментация, самцы похожи на самок и/или так называемая «паразитическая кастрация» с внутренними морфологическими изменениями, особенно в гениталиях, с дегенерацией яичников у самок или семявыносящего протока у самцов). С точки зрения типа паразитизма, Dryinidae можно назвать «койнобионтами», поскольку, личинки дринид позволяют хозяину продолжать более или менее нормальное развитие (хотя часто линька молодых особей предотвращается), в отличие от паразитоидов «идиобионтов», которые блокируют хозяина на стадии развития, парализуя его.

### Естественные враги
Виды дринид восприимчивы к различным естественным врагам, паразитоидам и хищникам, которые могут резко сократить их популяцию и эффективность. Их личинки могут быть съедены видами ос Cabronidae и Sphecidae, их коконы — различными насекомыми, птицами и мелкими грызунами, а имаго дринид — муравьями.
Все известные паразитоиды Dryinidae принадлежат к различным семействам Hymenoptera: Aphelinidae (поражает Gonatopodinae), Ceraphronidae (поражает Gonatopodinae), Chalcididae (поражает Dryininae и Gonatopodinae), Ismaridae (поражает Anteoninae и Aphelopinae), Ichneumonidae (поражает Gonatopodinae), Pteromalidae (поражает Gonatopodinae), Eulophidae (влияющие на Gonatopodinae,Neodryinus), Eupelmidae (влияющие на Gonatopodinae, Neodryinus), Torymidae (влияющие на Gonatopodinae, род Neodryinus) и, в основном, Encyrtidae (поражает Anteoninae, Bocchinae, Dryininae и Gonatopodinae).

### Конкуренция
Существует мало экологических исследований на уровне сообществ, описывающих взаимоотношения между дриинидами и другими группами паразитоидов. Большинство из них включают информацию о сезонном появлении совместно встречающихся видов паразитоидов. Большая часть информации по этой теме относится к видам Auchenorrhyncha, связанным с агроэкосистемами и антропогенными системами, где несколько видов Dryinidae совместно встречаются с другими нимфами и взрослыми паразитоидами, такими как двукрылые мухи Pipunculidae и Веерокрылые (Strepsiptera). Различные виды трёх групп паразитоидов могут паразитировать на одном виде цикадовых. Взаимодействие между личинками различных паразитоидов внутри заражённого вида Auchenorrhyncha изучено слабо. Если на нимфу хозяина, уже заражённую Pipunculidae и/или Strepsiptera, нападает дриинида, её развитие и развитие личинок других паразитоидов блокируется.

## Распространение
Встречаются всесветно, главным образом в тропиках и субтропиках, в широком диапазоне сред обитания (от Патагонии до Северной Европы за полярным кругом), от уровня моря до высот более 3000 м. В мире известно 50 родов, около 1900 видов, в Палеарктике около 257 видов (24 рода, 9 подсемейств) (Olmi & Xu 2015), в Европе — около 100 видов.
В Ориентальном регионе 7 подсемейств, 20 родов и 368 видов (Xu et al. 2013).
В Афротропике 9 подсемейств, 23 рода и 430 видов (Olmi et al. 2019).
В Неотропике 7 подсемейств, 23 рода и более 500 видов (Olmi et al. 2014), в Китае — 193 вида, 16 родов из 6 подсемейств.
По данным каталога перепончатокрылых России (2017) в мире более 1827 видов (50 родов), в Палеарктике 257 (24), в России 63 вида (8 родов).
Один вид (Gonatopus brooksi, Саскачеван, Канада) в 1987 году был найден в Гренландии, где ранее ос никто не находил (из жалящих с территории острова были известны только пчела Apis mellifera, шмель Bombus polaris и его кукушка Bombus hyperboreus.

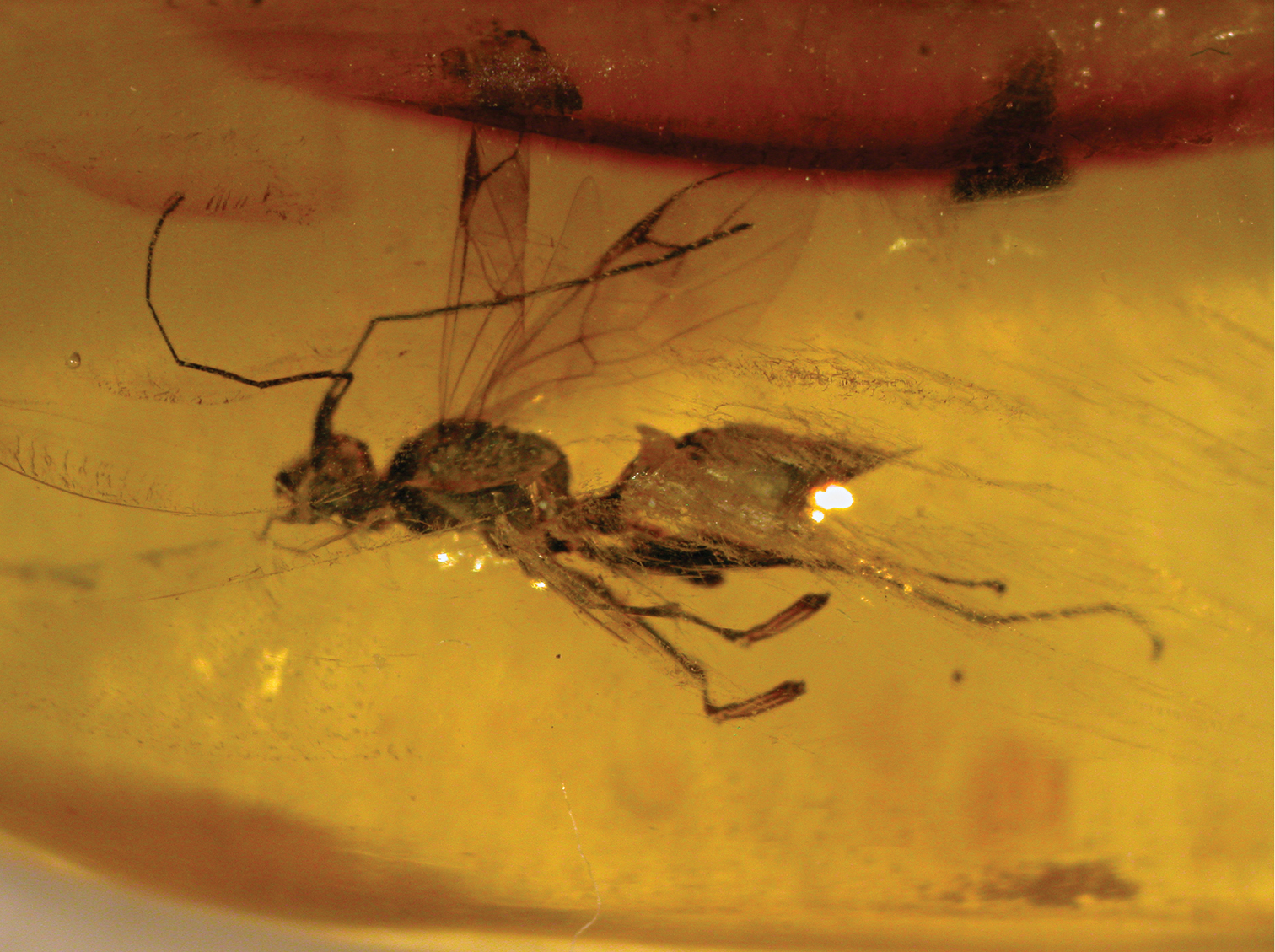
Dryinus rasnitsyni из миоцена

## Палеонтология
Древнейшие ископаемые находки известны из мелового периода (Ponomarenkoa ellenbergeri, Ponomarenkoinae). Из бирманского янтаря было описано три десятка вымерших видов: Anteoninae: Apterogyna Burmanteon Engel, 2003 (1 вид); Burmadryininae: Burmadryinus Olmi, Xu & Guglielmino, 2014 (1 вид); Dryininae: Dryinus Latreille, 1804 (12 видов); Hybristodryinus Engel, 2005 (17 видов); Pseudodryinus Olmi, 1991 (1 вид); Palaeoanteoninae: Palaeoanteon  Olmi, 2000 (1 вид); Raptodryininae: Raptodryinus Olmi, Perkovsky, Martynova, Contarini, Bückle, Guglielmino, 2020 (1 вид); Rasnitsynum burmense Olmi et al., 2021.
Также дрииниды были найдены ровенском и балтийском янтарях.

## Классификация
Включает 18 подсемейств (6 ископаемых), 50 родов, около 1900 видов. Около 90 % видов дринид в мире принадлежит к подсемействам Anteoninae, Aphelopinae, Bocchinae, Dryininae и Gonatopodinae. Роды Anteon, Dryinus и Gonatopus содержат более половины описанных видов. Трудности в классификации добавляет половой диморфизм Dryinidae, который у них настолько экстремален, что ассоциации между противоположными полами затруднены без исследований ДНК, систематика основана в основном на самках. Половой диморфизм не очень экстремален только у представителей подсемейства Aphelopinae. В прежние времена самцов можно было идентифицировать, только если они наблюдались в копуляции или были выращены из потомства матери, состоящего из обоих полов, и из неоплодотворённых яиц. Но недавно, благодаря прогрессу в технике молекулярной биологии, стало возможным классифицировать самцов, используя митохондриальные последовательности COI и баркодирование ДНК.
- Anteoninae R. Perkins, 1912
  - Anteon Jurine, 1807 (270 видов)
  - Deinodryinus  R.C.L. Perkins, 1907 (150 видов)
  - †Janzeniola  Olmi, 2009
  - Lonchodryinus  Kieffer, 1905
  - Metanteon  Olmi, 1984
  - Prioranteon  Olmi, 1984
  - †Anteonopsis  Olmi et al., 2010[49]
  - †Burmanteon  Engel, 2003[50]
- Aphelopinae R. Perkins, 1912
  - Aphelopus Dalman, 1823
  - Crovettia Olmi, 1984
  - Paraphelopus Olmi, 1991 — Австралия
- Apoaphelopinae Olmi, 2007[51][52]
  - Apoaphelopus
- Apodryininae Olmi, 1984[53]
  - Apodryinus Olmi, 1984 — Чили
  - Apogonatopus Olmi, 2007 — Мадагаскар
  - Bocchopsis Olmi, 1989 — Австралия
  - Gondwanadryinus Olmi, 2007 — Мадагаскар
  - Madecadryinus Olmi, 2007 — Мадагаскар
  - Peckius Olmi & Virla, 2014 — Чили
  - †Rovnodryinus Olmi et al., 2022 — ровенский янтарь (Rovnodryinini)[54]
  - Vannoortia Olmi, 2007 — Южная Африка
- †Archaeodryininae Olmi et al., 2020 — бирманский янтарь[55]
  - †Archaeodryinus Olmi, Perkovsky, Martynova, Contarini, Bückle, Guglielmino, 2020
    - †Archaeodryinus palaeophoenicius (Olmi, 2000)
      - =†Aphelopus palaeophoenicius Olmi, 2000
- Bocchinae Richards, 1939
  - Bocchus Ashmead, 1893
  - Mirodryinus Ponomarenko, 1972
  - Radiimancus Moczar, 1983
  - Mystrophorus Förster, 1856
- †Burmadryininae Olmi, Xu & Guglielmino, 2014 — бирманский янтарь
  - †Burmadryinus Olmi et al., 2014[56]
    - †Burmadryinus cenomanianus Olmi et al., 2014
- Conganteoninae Olmi, 1984
  - Conganteon Benoit, 1951
  - Fiorianteon Olmi, 1984
  - ?Chelanteon
- Dryininae Haliday, 1833
  - † Cretodryinus Ponomarenko, 1975
  - Dryinus Latreille, 1804 (около 300 видов)
  - Gonadryinus  Olmi, 1989
  - † Harpactosphecion  Haupt, 1944
  - Megadryinus  Richards, 1953
  - Pseudodryinus  Olmi, 1989
  - Thaumatodryinus  R.C.L. Perkins, 1905
- Erwiniinae Olmi & Guglielmino, 2010 — Эквадор[57]
  - Erwinius
    - Erwinius prognatus
- Gonatopodinae Kieffer, 1906
  - Adryinus  Olmi, 1984
  - Echthrodelphax  R.C.L. Perkins, 1903
  - Epigonatopus  R.C.L. Perkins, 1905
  - Esagonatopus Olmi, 1984
  - Eucamptonyx  R.C.L. Perkins, 1907
  - Gonatopus Ljungh, 1810 (около 400 видов)[58]
  - Gynochelys  Brues, 1906
  - Haplogonatopus  R.C.L. Perkins, 1905
  - Neodryinus  R.C.L. Perkins, 1905
  - Pareucamptonyx  Olmi, 1989
  - Pentagonatopus  Olmi, 1984
  - Trichogonatopus  Kieffer, 1909
- †Palaeoanteoninae Olmi & Bechly, 2001 — балтийский янтарь[59]
  - †Palaeoanteon Olmi, 2000[60]
    - †Palaeoanteon janzeni Olmi, 2000
- Plesiodryininae Olmi, 1987 — Неарктика
  - Plesiodryinus Olmi, 1987
- †Ponomarenkoinae Olmi, 2010 (=†Laberitinae) — балтийский и бирманский янтарь[3]
  - †Ponomarenkoa Olmi, 2010
- †Protodryininae Olmi & Guglielmino, 2012 — балтийский янтарь[61]
  - †Protodryinus  Olmi & Guglielmino, 2012
    - †Protodryinus eocenicus  Olmi & Guglielmino, 2012
- †Raptodryininae — бирманский янтарь[55]
  - †Raptodryinus Olmi et al., 2020
    - †Raptodryinus patrickmuelleri Olmi, Perkovsky, Martynova, Contarini, Bückle, Guglielmino, 2020
- Thaumatodryininae Olmi, 1984[45]
  - Thaumatodryinus R. Perkins, 1905 (более 30 видов)
    - †Thaumatodryinus miocenicus Olmi, 1995 — доминиканский янтарь[62]
    - †Thaumatodryinus fuscescens Martins et Melo, 2020 — доминиканский янтарь[63]
    - Thaumatodryinus koebelei — Австралия
    - Thaumatodryinus makilensis — Бразилия
    - †Thaumatodryinus priscus (Olmi, 1998) — доминиканский янтарь

  - †Thaumatorrhinos Martins & Melo, 2024 — бирманский янтарь
- Transdryininae Olmi, 1984 — Австралия
  - Transdryinus Olmi, 1984
  - Transgonatopus Olmi, 1989

## Обычные виды Европы
- Anteon abdulnouri Olmi, 1987
- Anteon reticulatum Kieffer, 1905
- Anteon scapulare (Haliday, 1837)
- Anteon tripartitum (Kieffer, 1905)
- Aphelopus querceus Olmi, 1984
- Aphelopus serratus Richards, 1939
- Bocchus europaeus (Bernard, 1939)
- Bocchus vernieri Olmi, 1995
- Dryinus albrechti (Olmi, 1984)
- Dryinus balearicus Olmi, 1987
- Dryinus berlandi (Bernard, 1935)
- Dryinus niger Kieffer, 1904
- Dryinus tarraconensis Marshall, 1868
- Dryinus tussaci Olmi, 1989
- Echthrodelphax baenai Olmi, 1995
- Echthrodelphax hortusensis (Abdul-Nour, 1976)
- Gonatopus focarilei (Olmi, 1984)
- Gonatopus formicarius Ljungh, 1810
- Haplogonatopus oratorius (Westwood, 1833)
- Lonchodryinus ruficornis (Dalman, 1818)
- Mirodryinus atlanticus Olmi, 1984
- Mystrophorus apterus Ponomarenko, 2000
- Mystrophorus formicaeformis Ruthe, 1859
- Neodryinus typhlocybae (Ashmead, 1893)
- Prioranteon biroi Olmi, 1984
- Prioranteon hispanicum Olmi, 1989

### Комментарии
1. ↑  Крупнейший вид Dryinus harpax имеет длину 10—13 мм; 11 мм у Dryinus cerdani; до 10 мм Dryinus kimseyae, Dryinus snellingi, Dryinus striatus, Dryinus surinamensis, Megadryinus magnificus,[4].